# X.500
Az X.500 egy számítógép-hálózati szabványcsomag, ami kiterjed a címtárak szolgáltatásaira. Az X.500-at az ITU-T fejlesztette ki (előző nevén CCITT) és először 1988-ban fogadták el, a címtárszolgáltatásokat azért hozták létre, hogy támogassa az X.400 elektronikus levél küldést és névkeresést. A szabvány fejlesztésében a Nemzetközi Szabványügyi Szervezet (ISO) volt az a partner, aki belefoglalta az Open Systems Interconnection protokollcsomagba. Az ehhez tartozó ISO azonosító az ISO/IEC 9594.

## X.500 protokollok
Az X.500 tartalmazza:
- DAP (Directory Access Protocol)
- DSP (Directory System Protocol)
- DISP (Directory Information Shadowing Protocol)
- DOP (Directory Operational Bindings Management Protocol)

Mivel ezek a protokollok az OSI hálózati vermet használták, számos DAP alternatíva lett kifejlesztve, hogy elérhetővé tegye az X.500 címtárat internetező klienseknek TCP/IP-n keresztül. A legismertebb DAP alternatíva a Lightweight Directory Access Protocol (LDAP), annak ellenére, hogy a DAP és az X.500 protokollok már TCP/IP-n is implementálva vannak, az LDAP még mindig népszerű.

## X.500 adat modellek
Az X.500 alap gondolata, hogy egy Directory Information Tree (DIT) van, ezek hieracrhikusan rendezett bejegyzések, amik elosztódnak egy vagy több szerveren amiket Directory System Agent-eknek (DSA) nevezünk. Egy bejegyzés egy csoport attribútumból áll ezek mindegyikének egy vagy több értéke van. Minden bejegyzésnek egy Distinguised Name (egyedi neve) van, amit úgy kapunk meg, hogy sorba fűzzük a Relative Distinguised Name (RDN), egy vagy több attribútumot a bejegyzésből és a felette levő RDN-eket a DIT gyökeréig. Mivel az LDAP egy nagyon hasonló adatmodellt használ, ezért ezt továbbtárgyaljuk az LDAP cikkben.
Az X.520 és X.521 közösen adják meg azokat az attribútumokat és objektumosztályokat, amiket arra használunk, hogy embereket és szervezeteket tároljunk a DIT-ben, ezek a leggyakrabban használt fehér lap sémák (white pages schema).
Az X.509 része a szabványnak határozza meg az autentikáló vázrendszert, ezt széles körben használják az X.500-on kívül is, mivel meghatározza a nyilvános kulcs bizonylatokat.

## X.500 szabványok
| ITU-T szám | ISO/IEC szám    | Tartalmazza                              |
| ---------- | --------------- | ---------------------------------------- |
| X.500      | ISO/IEC 9594-1  | Összefoglaló                             |
| X.501      | ISO/IEC 9594-2  | Modellek                                 |
| X.509      | ISO/IEC 9594-8  | Nyilvános kulcsú és attribútum bizonylat |
| X.511      | ISO/IEC 9594-3  | Absztrakt szolgáltatás definíció         |
| X.518      | ISO/IEC 9594-4  | Elosztott működésű folyamatok            |
| X.519      | ISO/IEC 9594-5  | Protokoll specifikáció                   |
| X.520      | ISO/IEC 9594-6  | Kiválasztott attribútum típusok          |
| X.521      | ISO/IEC 9594-7  | Kiválasztott objektum osztályok          |
| X.525      | ISO/IEC 9594-9  | Replikáció                               |
| X.530      | ISO/IEC 9594-10 | A címtár adminisztrálása                 |

## Fogadtatás
Nem valószínű, hogy az X.500 terv valaha is megvalósul, mivel a címtár bejegyzések értékesek és/vagy titkosítottak és nem valószínű, hogy a tulajdonosuk a világhálóra bocsátaná egy X.500 címtár al-fájaként és egy világméretben egyedi azonosító, amit mindenki használhat nem valószínű, hogy megtörténik.
Mivel az X.500 túl komplex asztali számítógépek és internettel összekötött gépeknek az LDAP-ot használják a „halandók”.